# كمال هنري بادير
كمال هنري ونيس بادير أو كمال هنري أبادير (17 أبريل 1919 - 22 سبتمبر 1998) قائد عسكري وسياسي مصري، تولى وزارة المواصلات منذ 1966، في ست حكومات متتالية.

## حياته
ولد في 17 ابريل 1919 متزوج وله ابن وبنت. حصل على بكالوريوس علوم عسكرية 1938، ماجستير علوم عسكرية 1948، ماجستير علوم سياسية من جامعة القاهرة 1954، دراسات إستراتيجية عسكرية عليا من أكاديمية فرونزه بالاتحاد السوفيتي 1958 - 1959.

## المناصب
تولى المناصب الأتية:
- أركان حرب قطاع المجدل بفلسطين (حرب 1948)، رقي إلى رتبة لواء الخطوط الأمامية (حرب 1956)، رقي إلى رتبة لواء 1961، ثم إلى رتبة فريق 1964،
- رئاسة هيئة التدريب ومفتش عام القوات المسلحة 1964،
- وزير للمواصلات من 1966 - 1971.
- عضو مجلس الأمة ووكيل لجنة الدفاع والأمن القومي 1964،
- عضو المكتب التنفيذي للاتحاد الاشتراكي،
- عضو مجلس الأمة عن دائرة الأزبكية (1976 - 1979 - 1984 - 1987 - 1990)،
- رئيس لجنة الإسكان والتعمير بالمجلس 1978، ثم رئيس لجنة الدفاع والأمن القومي بالمجلس 1978 - 1979 - 1990،
- مستشار لشئون المغتربين وعضو الأمانة العامة للاتحاد الاشتراكي العربي من 1974 - 1978،
- عضو اللجنة المركزية للاتحاد الاشتراكي،
- عضو المكتب السياسي للحزب الوطني الديموقراطي منذ 1984،
- كما تولى منصب وكيل المجلس الملي العام للأقباط الأرثوذكس من 1978 - 1985،

## أوسمة
حصل على عدة أوسمة عسكرية ونوط الجدارة الذهبية في حرب 1948 بفلسطين.